# Oulad El Garne
Oulad El Garne  (in arabo أولاد الكرن‎?) è un centro abitato e comune rurale del Marocco situato nella provincia di El Kelâat Es-Sraghna, regione di Marrakech-Safi. Conta una popolazione di 8 150 abitanti (censimento 2014).